# Temnothorax niger
Temnothorax niger is een mierensoort uit de onderfamilie Myrmicinae. De wetenschappelijke naam van de soort werd in 1894 gepubliceerd door Auguste Forel. Deze soort komt voor in het Middellandse Zeegebied en leeft in relatief kleine, monogyne nesten.